# Mate de alfil y caballo contra rey
El mate de rey, alfil y caballo contra rey es el más complejo de los mates básicos y de los finales sin peones en ajedrez. Con el turno y un juego perfecto, el bando superior en material puede forzar el mate en unas treinta y cinco jugadas. El mate solo es posible en una de las casillas de las esquinas del tablero controladas por el alfil, o en las casillas adyacentes de los bordes. Aunque se considera un mate básico, se estima que se llega a este final en una de cada 5000 partidas.

## Esquemás básicos de mate
Las siguientes son posiciones básicas que ilustran las formas en que puede presentarse el mate de alfil y caballo contra rey:
|       |       |       |    |    |    |    |    |    |  |
|       | a8 kd | b8    | c8 | d8 | e8 | f8 | g8 | h8 |  |
| a7    | b7    | c7    | d7 | e7 | f7 | g7 | h7 |    |  |
| a6 nl | b6 kl | c6 bl | d6 | e6 | f6 | g6 | h6 |    |  |
| a5    | b5    | c5    | d5 | e5 | f5 | g5 | h5 |    |  |
| a4    | b4    | c4    | d4 | e4 | f4 | g4 | h4 |    |  |
| a3    | b3    | c3    | d3 | e3 | f3 | g3 | h3 |    |  |
| a2    | b2    | c2    | d2 | e2 | f2 | g2 | h2 |    |  |
| a1    | b1    | c1    | d1 | e1 | f1 | g1 | h1 |    |  |
|       |       |       |    |    |    |    |    |    |  |

|       |       |       |    |    |    |    |    |    |  |
|       | a8    | b8    | c8 | d8 | e8 | f8 | g8 | h8 |  |
| a7 kd | b7 bl | c7 kl | d7 | e7 | f7 | g7 | h7 |    |  |
| a6    | b6    | c6 nl | d6 | e6 | f6 | g6 | h6 |    |  |
| a5    | b5    | c5    | d5 | e5 | f5 | g5 | h5 |    |  |
| a4    | b4    | c4    | d4 | e4 | f4 | g4 | h4 |    |  |
| a3    | b3    | c3    | d3 | e3 | f3 | g3 | h3 |    |  |
| a2    | b2    | c2    | d2 | e2 | f2 | g2 | h2 |    |  |
| a1    | b1    | c1    | d1 | e1 | f1 | g1 | h1 |    |  |
|       |       |       |    |    |    |    |    |    |  |

|    |    |    |       |       |       |    |    |    |  |
|    | a8 | b8 | c8    | d8    | e8 kd | f8 | g8 | h8 |  |
| a7 | b7 | c7 | d7    | e7 bl | f7    | g7 | h7 |    |  |
| a6 | b6 | c6 | d6 nl | e6 kl | f6    | g6 | h6 |    |  |
| a5 | b5 | c5 | d5    | e5    | f5    | g5 | h5 |    |  |
| a4 | b4 | c4 | d4    | e4    | f4    | g4 | h4 |    |  |
| a3 | b3 | c3 | d3    | e3    | f3    | g3 | h3 |    |  |
| a2 | b2 | c2 | d2    | e2    | f2    | g2 | h2 |    |  |
| a1 | b1 | c1 | d1    | e1    | f1    | g1 | h1 |    |  |
|    |    |    |       |       |       |    |    |    |  |

|       |       |       |    |    |    |    |    |    |  |
|       | a8 kd | b8    | c8 | d8 | e8 | f8 | g8 | h8 |  |
| a7 bl | b7    | c7 nl | d7 | e7 | f7 | g7 | h7 |    |  |
| a6 kl | b6    | c6    | d6 | e6 | f6 | g6 | h6 |    |  |
| a5    | b5    | c5    | d5 | e5 | f5 | g5 | h5 |    |  |
| a4    | b4    | c4    | d4 | e4 | f4 | g4 | h4 |    |  |
| a3    | b3    | c3    | d3 | e3 | f3 | g3 | h3 |    |  |
| a2    | b2    | c2    | d2 | e2 | f2 | g2 | h2 |    |  |
| a1    | b1    | c1    | d1 | e1 | f1 | g1 | h1 |    |  |
|       |       |       |    |    |    |    |    |    |  |

|    |       |    |       |    |       |    |       |    |  |
|    | a8 kl | b8 | c8 kd | d8 | e8 bl | f8 | g8    | h8 |  |
| a7 | b7    | c7 | d7    | e7 | f7    | g7 | h7    |    |  |
| a6 | b6    | c6 | d6    | e6 | f6    | g6 | h6    |    |  |
| a5 | b5    | c5 | d5    | e5 | f5    | g5 | h5    |    |  |
| a4 | b4    | c4 | d4    | e4 | f4    | g4 | h4    |    |  |
| a3 | b3    | c3 | d3    | e3 | f3    | g3 | h3    |    |  |
| a2 | b2    | c2 | d2    | e2 | f2    | g2 | h2 nl |    |  |
| a1 | b1    | c1 | d1    | e1 | f1    | g1 | h1    |    |  |
|    |       |    |       |    |       |    |       |    |  |

## Historia y métodos
En su famoso tratado Análisis del juego de ajedrez de 1749, Philidor ya daba un ejemplo de mate usando el método de la "W". Otro método conocido es el del "Triángulo de Deletang", en el cual se acorrala al rey defensor dentro de tres triángulos rectángulos formados por diagonales controladas por el alfil y la casilla de la esquina de mate. Algunas de las ideas de este método se remontan a 1780 pero el sistema completo fue publicado primero por Daniel Deletang en 1923. Este método toma cinco o diez jugadas más que el método de la "W" de Philidor, pero aún está dentro del límite de la regla de los cincuenta movimientos, además de tener menos reglas. Su concepto del "segundo triángulo" o "triángulo medio" aparece en los métodos más conocidos. Además, este mate puede darse en 460 posiciones diferentes

## Importancia
Existen opiniones diferentes acerca de si un jugador debe o no aprender este máte básico. Autores como James Howell prefieren enseñarlo en sus libros por encima del mate con dos alfiles. Por el contrario, otros autores como Jeremy Silman hacen justo lo contrario, afirmando encontrar muy pocos juegos en los que se dé este final.
Si bien son pocos los casos de finales de alfil y caballo contra rey en el ajedrez de alto nivel, son notables ejemplos como el de la victoria de Tal Shaked sobre Alexander Morozevich en la penúltima ronda del campeonato mundial juvenil de 1997. Shaked aplicó la técnica correcta y esta victoria lo catapultó al título mundial juvenil, mientras que unas tablas lo habrían alejado de esa posibilidad.

## El método

### Primera fase
|    |    |       |    |       |       |    |    |    |  |
|    | a8 | b8    | c8 | d8    | e8    | f8 | g8 | h8 |  |
| a7 | b7 | c7    | d7 | e7    | f7    | g7 | h7 |    |  |
| a6 | b6 | c6    | d6 | e6    | f6    | g6 | h6 |    |  |
| a5 | b5 | c5    | d5 | e5    | f5    | g5 | h5 |    |  |
| a4 | b4 | c4    | d4 | e4    | f4    | g4 | h4 |    |  |
| a3 | b3 | c3    | d3 | e3 kd | f3    | g3 | h3 |    |  |
| a2 | b2 | c2    | d2 | e2    | f2    | g2 | h2 |    |  |
| a1 | b1 | c1 nl | d1 | e1 kl | f1 bl | g1 | h1 |    |  |
|    |    |       |    |       |       |    |    |    |  |

En este ejemplo se asume que las blancas tienen el alfil y el caballo. En esta primera fase, el blanco usa sus piezas para forzar al rey negro al borde del tablero. Existen cuatro principios:
1. El blanco debe usar sus piezas, especialmente el rey, para crear un muro.
2. El mate solo puede ser forzado en una esquina "correcta" (controlada por el alfil) o en una de las casillas adyacentes.
3. Normalmente el rey negro se dirige a la esquina incorrecta (primera fase) y luego llevado a la esquina correcta (segunda fase).
4. La defensa del rey negro consiste en permanecer en el borde del tablero el mayor tiempo posible, y una vez en el borde dirigirse a la esquina incorrecta.

Veamos un ejemplo de la primera fase a partir de la posición del diagrama
1.Ag2 Rd4
2.Rd2 Re5
3.Re3 Rf5
4.Cd3 Sellando la casilla e5.
4...Rg5
5.Ae4 Las blancas crean un muro y empujarán al rey negro a h8.
|    |    |    |       |       |       |       |    |    |  |
|    | a8 | b8 | c8    | d8    | e8    | f8    | g8 | h8 |  |
| a7 | b7 | c7 | d7    | e7    | f7    | g7    | h7 |    |  |
| a6 | b6 | c6 | d6    | e6    | f6    | g6    | h6 |    |  |
| a5 | b5 | c5 | d5 xw | e5 xw | f5 xw | g5 kd | h5 |    |  |
| a4 | b4 | c4 | d4    | e4 bl | f4 xw | g4    | h4 |    |  |
| a3 | b3 | c3 | d3 nl | e3 kl | f3 xw | g3    | h3 |    |  |
| a2 | b2 | c2 | d2    | e2    | f2    | g2    | h2 |    |  |
| a1 | b1 | c1 | d1    | e1    | f1    | g1    | h1 |    |  |
|    |    |    |       |       |       |       |    |    |  |

5... Rf6 El rey negro está muy cerca de la casilla h8.
6.Rd4 Re6
7.Rc5 Re7
8.Rd5 El rey negro debe decidir ahora a dónde ir, así que elige ir a h8, donde no se puede forzar el mate.
8...Rf6
9.Rd6 Rf7
10.Re5 Rg7!
11.Re6 Rg8
12.Ce5! Centralizando el caballo y preparándose para forzar al rey negro a salir de h8.
12...Rf8
13.Rf6 Rg8
14.Cf7!
Manteniendo al rey negro fuera de h8. Ahora las blancas pueden forzar al rey negro a la esquina correcta (a8) por alguno de los métodos siguientes, o por técnicas similares.

### Segunda fase

#### Maniobra de la "W" estándar
Puesto que el mate solo puede darse en una esquina controlada por el alfil, la mejor defensa consiste mantener el rey en el centro o en esquinas de color distinto a las que el alfil controla. Por lo tanto, el proceso para dar mate consiste en llevar al rey contrario al borde del tablero, luego a la esquina correcta y por último ejecutar el mate.
La posición del diagrama de la derecha es un ejemplo típico de la primera fase completada, en la cual el rey negro está en la esquina incorrecta. El siguiente método es el más usado para llevar al rey contrario a la esquina de mate:
|    |    |    |       |       |       |    |    |       |  |
|    | a8 | b8 | c8    | d8    | e8    | f8 | g8 | h8 kd |  |
| a7 | b7 | c7 | d7    | e7    | f7    | g7 | h7 |       |  |
| a6 | b6 | c6 | d6    | e6    | f6 kl | g6 | h6 |       |  |
| a5 | b5 | c5 | d5    | e5 nl | f5    | g5 | h5 |       |  |
| a4 | b4 | c4 | d4    | e4    | f4    | g4 | h4 |       |  |
| a3 | b3 | c3 | d3 bl | e3    | f3    | g3 | h3 |       |  |
| a2 | b2 | c2 | d2    | e2    | f2    | g2 | h2 |       |  |
| a1 | b1 | c1 | d1    | e1    | f1    | g1 | h1 |       |  |
|    |    |    |       |       |       |    |    |       |  |

1.Cf7+
Primero las blancas fuerzan al rey negro a dejar la esquina. El alfil blanco está ubicado para controlar la casilla g8 en las siguientes jugadas.
1...Rg8 2.Af5
Una jugada de espera, forzando al rey negro a mover para poder jugar Ah7 sin ser atacado.
2...Rf8 3.Ah7 Re8 4.Ce5
La clave del método ganador estándar es la maniobra Cf7-e5-d7-c5-b7 del caballo, formando una "W" que da nombre al método. Ahora existen dos defensas posibles:
Defensa A: 4...Rf8 El rey negro se aferra a la casilla "segura", pero pierde más rápidamente.
5.Cd7+ Re8 6.Re6 Rd8 7.Rd6 Re8 8.Ag6+ Rd8 9.Af7 Rc8 10.Cc5 (continuando la maniobra del caballo)
10...Rd8 11.Cb7+ Rc8 12.Rc6 Rb8 13.Rb6 (Ahora el rey está en la posición correcta, a un "salto de caballo" de la casilla de mate)
13...Rc8 14.Ae6+ Rb8 15.Ad7 (Ahora el rey negro está confinado a la esquina de mate)
15...Ra8 16.Cc5 Rb8 17.Ca6+ Ra8 18.Ac6#
Defensa B: 4...Rd8 Aquí, el rey negro trata de escapar del borde. Esto resiste más tiempo.
5.Re6 Rc7 6.Cd7! Continuando con la maniobra de la "W" del caballo, incluso cuando el rey negro ha dejado temporalmente el borde del tablero.
6...Rc6 7.Ad3!
|       |       |       |       |       |       |       |    |    |  |
|       | a8    | b8    | c8    | d8    | e8    | f8 xx | g8 | h8 |  |
| a7    | b7    | c7 kd | d7 nl | e7 xx | f7 xx | g7    | h7 |    |  |
| a6 xx | b6 xx | c6    | d6 xx | e6 kl | f6    | g6    | h6 |    |  |
| a5    | b5 xx | c5 xx | d5 xx | e5    | f5    | g5    | h5 |    |  |
| a4    | b4    | c4    | d4    | e4    | f4    | g4    | h4 |    |  |
| a3    | b3    | c3    | d3 bl | e3    | f3    | g3    | h3 |    |  |
| a2    | b2    | c2    | d2    | e2    | f2    | g2    | h2 |    |  |
| a1    | b1    | c1    | d1    | e1    | f1    | g1    | h1 |    |  |
|       |       |       |       |       |       |       |    |    |  |

El rey negro está ahora restringido a moverse a la casilla de mate. El perímetro está limitado por las casillas a6, b6, b5, c5, d5, d6, d7, e7, f7, f8.  Las siguientes jugadas de las blancas restringen aún más esa zona: Ab5 controla las casillas c6-d7-e8, mientras que Cf6 con idea de Cd5 controla la casillas d7.
7...Rc7
Aquí hay dos continuaciones posibles:
Continuación de la maniobra de la W

Una posibilidad luego de la séptima jugada es continuar la maniobra de la W con el caballo, llevándolo de c5 a b7: 8.Ae4 Rd8 9.Rd6 Re8 10.Ag6+ Rd8 11.Af7 Rc8 12.Cc5 Rd8 13.Cb7+ Rc8 14.Rc6 Rb8 15.Rb6 Rc8 16.Ae6+ Rb8 17.Cc5 Ra8 18.Ad7 Rb8 19.Ca6+ Ra8 20.Ac6# (el primer diagrama de los esquemas básicos de mate).
Triángulo medio de Deletang

|       |       |       |       |       |       |    |    |    |  |
|       | a8    | b8    | c8    | d8 kd | e8 xx | f8 | g8 | h8 |  |
| a7    | b7    | c7 xx | d7 xx | e7 xx | f7    | g7 | h7 |    |  |
| a6 xx | b6 xx | c6 xx | d6    | e6 kl | f6    | g6 | h6 |    |  |
| a5    | b5 bl | c5    | d5 nl | e5    | f5    | g5 | h5 |    |  |
| a4    | b4    | c4    | d4    | e4    | f4    | g4 | h4 |    |  |
| a3    | b3    | c3    | d3    | e3    | f3    | g3 | h3 |    |  |
| a2    | b2    | c2    | d2    | e2    | f2    | g2 | h2 |    |  |
| a1    | b1    | c1    | d1    | e1    | f1    | g1 | h1 |    |  |
|       |       |       |       |       |       |    |    |    |  |

Alternativamente, a partir de la séptima jugada negra: 8.Ab5 Rd8 9.Cf6 Rc7 10.Cd5+ Rd8, alcanzando esta posición. Esta configuración de alfil y caballo (derecha) es una posición muy importante que puede ser alcanzada si el rey defensor está dentro de un triángulo rectángulo que en este caso está formado por las casillas a8-a4-e8 (triángulo medio de Deletang), donde la casilla a8 es la esquina de mate. Ahora 11.Rf7 Rc8 12.Re7 Rb7 (12...Rb8 13.Aa6! Ra7 14.Ac8 Rb8 15.Rd7 como en la variante principal) 13.Rd7 Rb8 (13...Ra7 14.Rc7 Ra8 15.Ce7 Ra7 16.Cc8+ Ra8 17.Ac6#; 13...Ra8 14.Rc8 Ra7 15.Rc7 es sólo una jugada más lento) 14.Aa6! (o el triángulo menor de Deletang) 14...Ra7 15.Ac8 Rb8 16.Rd8 Ra8 (16...Ra7 17.Rc7 Ra8 18.Ce7 Ra7 19.Cc6+ Ra8 20.Ab7#) 17.Rc7 Ra7 18.Ce7 Ra8 19.Ab7+ Ra7 20.Cc6# (la segunda posición de los esquemas básicos de mate).

#### Método del triángulo de Deletang
El método del triángulo de Deletang ejecuta el mate confinando al rey defensor en áreas cada vez más pequeñas. En el primero de los siguientes tres diagramas, el rey negro está encerrado en el área marcada, un triángulo rectángulo formado por la casilla de mate h8 y su hipotenusa, la diagonal b8-h2, llamado triángulo mayor. Esta área está cerrada además por el rey y el caballo blancos, que controlan las casillas que no puede controlar el alfil. El segundo diagrama muestra el triángulo medio, en el cual el alfil ocupa la diagonal d8-h4. El tercer diagrama muestra el triángulo menor, en el que el alfil está en la diagonal f8-h6.
|    |    |       |       |       |       |       |       |    |  |
|    | a8 | b8    | c8    | d8 xx | e8    | f8    | g8    | h8 |  |
| a7 | b7 | c7 bl | d7 xx | e7    | f7    | g7    | h7    |    |  |
| a6 | b6 | c6    | d6 xx | e6 xx | f6    | g6    | h6    |    |  |
| a5 | b5 | c5 nl | d5    | e5 xx | f5    | g5    | h5    |    |  |
| a4 | b4 | c4    | d4    | e4 xx | f4 xx | g4 kd | h4    |    |  |
| a3 | b3 | c3    | d3    | e3    | f3 xx | g3 xx | h3 xx |    |  |
| a2 | b2 | c2    | d2    | e2    | f2    | g2 kl | h2    |    |  |
| a1 | b1 | c1    | d1    | e1    | f1    | g1    | h1    |    |  |
|    |    |       |       |       |       |       |       |    |  |

|    |    |    |    |       |       |       |       |    |  |
|    | a8 | b8 | c8 | d8    | e8    | f8 xx | g8    | h8 |  |
| a7 | b7 | c7 | d7 | e7 bl | f7 xx | g7    | h7    |    |  |
| a6 | b6 | c6 | d6 | e6    | f6 xx | g6 xx | h6    |    |  |
| a5 | b5 | c5 | d5 | e5 nl | f5    | g5 xx | h5 kd |    |  |
| a4 | b4 | c4 | d4 | e4    | f4    | g4 xx | h4 xx |    |  |
| a3 | b3 | c3 | d3 | e3    | f3    | g3    | h3    |    |  |
| a2 | b2 | c2 | d2 | e2    | f2    | g2    | h2    |    |  |
| a1 | b1 | c1 | d1 | e1    | f1    | g1    | h1    |    |  |
|    |    |    |    |       |       |       |       |    |  |

|    |    |    |    |    |       |       |       |    |  |
|    | a8 | b8 | c8 | d8 | e8    | f8 bl | g8 xx | h8 |  |
| a7 | b7 | c7 | d7 | e7 | f7 kl | g7 xx | h7 kd |    |  |
| a6 | b6 | c6 | d6 | e6 | f6    | g6 xx | h6 xx |    |  |
| a5 | b5 | c5 | d5 | e5 | f5    | g5    | h5    |    |  |
| a4 | b4 | c4 | d4 | e4 | f4    | g4    | h4    |    |  |
| a3 | b3 | c3 | d3 | e3 | f3    | g3    | h3    |    |  |
| a2 | b2 | c2 | d2 | e2 | f2    | g2    | h2    |    |  |
| a1 | b1 | c1 | d1 | e1 | f1    | g1    | h1    |    |  |
|    |    |    |    |    |       |       |       |    |  |

En el primer diagrama se necesitan las tres piezas para encerrar al rey negro. En el segundo solo se necesitan el alfil y el caballo, y en el tercero el rey y el alfil encierran al rey negro, dejando que el caballo ejecute el mate o lo apoye. El procedimiento ganador consiste en hacer pasar al rey contrario del triángulo más grande al más pequeño, como se ve en el siguiente ejemplo:
|    |       |       |       |       |       |       |    |    |  |
|    | a8    | b8    | c8    | d8    | e8    | f8    | g8 | h8 |  |
| a7 | b7    | c7    | d7    | e7    | f7    | g7    | h7 |    |  |
| a6 | b6    | c6    | d6    | e6 nl | f6    | g6 bl | h6 |    |  |
| a5 | b5    | c5    | d5    | e5    | f5 xx | g5 xx | h5 |    |  |
| a4 | b4    | c4    | d4    | e4 xx | f4    | g4 xx | h4 |    |  |
| a3 | b3    | c3    | d3 xx | e3    | f3    | g3 xx | h3 |    |  |
| a2 | b2 kl | c2 xx | d2 kd | e2    | f2    | g2 xx | h2 |    |  |
| a1 | b1 xx | c1 xx | d1 xx | e1 xx | f1 xx | g1 xx | h1 |    |  |
|    |       |       |       |       |       |       |    |    |  |

|    |    |    |       |       |       |       |    |    |  |
|    | a8 | b8 | c8    | d8    | e8    | f8    | g8 | h8 |  |
| a7 | b7 | c7 | d7    | e7    | f7    | g7    | h7 |    |  |
| a6 | b6 | c6 | d6    | e6    | f6    | g6    | h6 |    |  |
| a5 | b5 | c5 | d5    | e5    | f5    | g5    | h5 |    |  |
| a4 | b4 | c4 | d4    | e4 nl | f4    | g4 bl | h4 |    |  |
| a3 | b3 | c3 | d3    | e3    | f3 xx | g3 xx | h3 |    |  |
| a2 | b2 | c2 | d2    | e2 xx | f2    | g2 xx | h2 |    |  |
| a1 | b1 | c1 | d1 xx | e1 kd | f1 xx | g1 xx | h1 |    |  |
|    |    |    |       |       |       |       |    |    |  |

|    |    |    |    |    |       |       |       |    |  |
|    | a8 | b8 | c8 | d8 | e8    | f8    | g8    | h8 |  |
| a7 | b7 | c7 | d7 | e7 | f7    | g7    | h7    |    |  |
| a6 | b6 | c6 | d6 | e6 | f6    | g6    | h6    |    |  |
| a5 | b5 | c5 | d5 | e5 | f5    | g5    | h5    |    |  |
| a4 | b4 | c4 | d4 | e4 | f4    | g4    | h4    |    |  |
| a3 | b3 | c3 | d3 | e3 | f3    | g3 kl | h3 bl |    |  |
| a2 | b2 | c2 | d2 | e2 | f2    | g2 xx | h2 xx |    |  |
| a1 | b1 | c1 | d1 | e1 | f1 xx | g1 kd | h1 xx |    |  |
|    |    |    |    |    |       |       |       |    |  |

Comenzando a partir de la posición del primer triángulo, las blancas ganan así:
1.Ac2 (para empujar al rey a la esquina)
1...Re3 (la mejor defensa consiste en mantenerse cerca del centro o del borde)
2.Rc1 (la idea es controlar e2, probablemente desde d1)
2...Re2
3.Ag6 (una jugada de espera)
3...Re3
4.Rd1 (controlando e2)
4...Rf2
5.Rd2 Rf3
6.Rd3 (manteniendo el control de e2)
6...Rg4
7.Re3 Rh4 (previniendo que el alfil vaya a h5)
8.Rf4 Rh3
9.Ah5! (el alfil sobre la hipotenusa del triángulo medio)
9...Rg2
10.Cc5 Rf2
11.Ce4+ Rg2
12.Ag4 (la segunda red)
12...Rf1
13.Rf3 Re1
14.Re3 Rf1
15.Rd2 Rg2
16.Re2 Rg1
17.Ah3! (la hipotenusa del triángulo menor)
17...Rh2
18.Af1 Rg1
19.Cg5 (preparando el control de h2)
19...Rh1
20.Rf2 Rh2
21.Cf3+ Rh1
22. Ag2#

## Otros métodos

### Método de Capablanca
Planteamiento
|    |    |       |    |       |       |       |    |    |  |
|    | a8 | b8    | c8 | d8    | e8 kd | f8    | g8 | h8 |  |
| a7 | b7 | c7    | d7 | e7    | f7    | g7    | h7 |    |  |
| a6 | b6 | c6    | d6 | e6    | f6    | g6    | h6 |    |  |
| a5 | b5 | c5    | d5 | e5    | f5    | g5    | h5 |    |  |
| a4 | b4 | c4    | d4 | e4    | f4    | g4    | h4 |    |  |
| a3 | b3 | c3    | d3 | e3    | f3    | g3    | h3 |    |  |
| a2 | b2 | c2    | d2 | e2    | f2    | g2    | h2 |    |  |
| a1 | b1 | c1 bl | d1 | e1 kl | f1    | g1 nl | h1 |    |  |
|    |    |       |    |       |       |       |    |    |  |

El siguiente es el método que José Raúl Capablanca explica en su libro «Fundamentos del ajedrez».
Para entender cómo se da el mate hay que recordar que sólo se puede dar mate en una esquina del tablero del color de las casillas por las que corre el alfil. Así, el rey débil tratará de permanecer en el centro del tablero, y si no es posible de huir hacia la esquina con la casilla de color contrario al alfil. 
Vamos a dividir el mate en tres partes:
Primera parte
|    |       |       |       |    |       |    |    |    |  |
|    | a8 kd | b8    | c8    | d8 | e8    | f8 | g8 | h8 |  |
| a7 | b7    | c7    | d7    | e7 | f7    | g7 | h7 |    |  |
| a6 | b6    | c6 kl | d6    | e6 | f6    | g6 | h6 |    |  |
| a5 | b5    | c5    | d5 nl | e5 | f5    | g5 | h5 |    |  |
| a4 | b4    | c4    | d4    | e4 | f4 bl | g4 | h4 |    |  |
| a3 | b3    | c3    | d3    | e3 | f3    | g3 | h3 |    |  |
| a2 | b2    | c2    | d2    | e2 | f2    | g2 | h2 |    |  |
| a1 | b1    | c1    | d1    | e1 | f1    | g1 | h1 |    |  |
|    |       |       |       |    |       |    |    |    |  |

En la primera parte se ha de tratar de obligar a ir al rey débil hacia una esquina. En principio no importa cual, pero tratará de ir a la esquina de casilla contraria del color del alfil. Esto se logra copando las casillas con combinaciones del caballo, el alfil y, sobre todo, del rey. El rey tiene un papel fundamental. Dejamos a la pericia de cada uno esta parte, por ejemplo así:
1.Re2 Rd7

2.Rd3 Rc6

3.Af4 Rd5

4.Ce2 Rc5

5.Cc3 Rb4

6.Rd4 Ra5

7.Rc5 Ra6

8.Rc6 Ra7

9.Cd5 Ra8

Segunda parte
|       |       |       |    |    |    |    |    |    |  |
|       | a8    | b8 bl | c8 | d8 | e8 | f8 | g8 | h8 |  |
| a7    | b7    | c7    | d7 | e7 | f7 | g7 | h7 |    |  |
| a6 kd | b6 nl | c6 kl | d6 | e6 | f6 | g6 | h6 |    |  |
| a5    | b5    | c5    | d5 | e5 | f5 | g5 | h5 |    |  |
| a4    | b4    | c4    | d4 | e4 | f4 | g4 | h4 |    |  |
| a3    | b3    | c3    | d3 | e3 | f3 | g3 | h3 |    |  |
| a2    | b2    | c2    | d2 | e2 | f2 | g2 | h2 |    |  |
| a1    | b1    | c1    | d1 | e1 | f1 | g1 | h1 |    |  |
|       |       |       |    |    |    |    |    |    |  |

|       |    |       |       |    |    |    |    |    |  |
|       | a8 | b8 bl | c8    | d8 | e8 | f8 | g8 | h8 |  |
| a7    | b7 | c7    | d7    | e7 | f7 | g7 | h7 |    |  |
| a6    | b6 | c6    | d6    | e6 | f6 | g6 | h6 |    |  |
| a5    | b5 | c5 kl | d5 nl | e5 | f5 | g5 | h5 |    |  |
| a4 kd | b4 | c4    | d4    | e4 | f4 | g4 | h4 |    |  |
| a3    | b3 | c3    | d3    | e3 | f3 | g3 | h3 |    |  |
| a2    | b2 | c2    | d2    | e2 | f2 | g2 | h2 |    |  |
| a1    | b1 | c1    | d1    | e1 | f1 | g1 | h1 |    |  |
|       |    |       |       |    |    |    |    |    |  |

|    |       |       |    |    |       |    |    |    |  |
|    | a8    | b8    | c8 | d8 | e8    | f8 | g8 | h8 |  |
| a7 | b7    | c7    | d7 | e7 | f7    | g7 | h7 |    |  |
| a6 | b6    | c6    | d6 | e6 | f6    | g6 | h6 |    |  |
| a5 | b5    | c5 kl | d5 | e5 | f5    | g5 | h5 |    |  |
| a4 | b4 nl | c4    | d4 | e4 | f4 bl | g4 | h4 |    |  |
| a3 | b3    | c3 kd | d3 | e3 | f3    | g3 | h3 |    |  |
| a2 | b2    | c2    | d2 | e2 | f2    | g2 | h2 |    |  |
| a1 | b1    | c1    | d1 | e1 | f1    | g1 | h1 |    |  |
|    |       |       |    |    |       |    |    |    |  |

|       |       |       |    |    |    |    |    |    |  |
|       | a8    | b8    | c8 | d8 | e8 | f8 | g8 | h8 |  |
| a7    | b7    | c7 bl | d7 | e7 | f7 | g7 | h7 |    |  |
| a6    | b6    | c6    | d6 | e6 | f6 | g6 | h6 |    |  |
| a5 kd | b5    | c5    | d5 | e5 | f5 | g5 | h5 |    |  |
| a4    | b4 nl | c4 kl | d4 | e4 | f4 | g4 | h4 |    |  |
| a3    | b3    | c3    | d3 | e3 | f3 | g3 | h3 |    |  |
| a2    | b2    | c2    | d2 | e2 | f2 | g2 | h2 |    |  |
| a1    | b1    | c1    | d1 | e1 | f1 | g1 | h1 |    |  |
|       |       |       |    |    |    |    |    |    |  |

|       |       |       |    |    |    |    |    |    |  |
|       | a8    | b8    | c8 | d8 | e8 | f8 | g8 | h8 |  |
| a7    | b7    | c7    | d7 | e7 | f7 | g7 | h7 |    |  |
| a6    | b6 bl | c6    | d6 | e6 | f6 | g6 | h6 |    |  |
| a5    | b5    | c5    | d5 | e5 | f5 | g5 | h5 |    |  |
| a4    | b4    | c4    | d4 | e4 | f4 | g4 | h4 |    |  |
| a3 kd | b3    | c3 kl | d3 | e3 | f3 | g3 | h3 |    |  |
| a2    | b2 nl | c2    | d2 | e2 | f2 | g2 | h2 |    |  |
| a1    | b1    | c1    | d1 | e1 | f1 | g1 | h1 |    |  |
|       |       |       |    |    |    |    |    |    |  |

Esta posición (diagrama 2) es clave. La segunda parte consiste en sacar al rey de la esquina «mala» para llevarle a la esquina «buena». Para ello las piezas del bando fuerte deben estar situadas como en el diagrama 2, es decir el rey en la tercera en diagonal de la esquina; el caballo listo para saltar a la segunda de manera que amenace la esquina y el alfil por la diagonal cubriendo la casilla de escape del rey hacia el lado contrario. Las jugadas que se muestran a continuación son únicas para que el rey débil no se escape, y conviene aprenderlas de memoria.
En esta posición

10.Cb6+! Ra7

11.Ac7...

Es necesario perder este tiempo —hacer esta jugada de espera— para que juegue el rey débil y se aleje de la casilla b8.

11.... Ra6

Y ahora que se ha alejado evitamos que vuelva a a7, comienza su viaje hacia la esquina buena (diagrama 3)

12.Ab8! Ra5

13.Cd5...

Para evitar que el rey se escape por b4.

13.... Ra4

El rey fuerte debe colaborar y perseguir al débil (diagrama 4).

14.Rc5!! Rb3

Parece que el rey débil se ha escapado, ya que no está en última fila, pero...

15.Cb4!! Rc3

... y...

16.Af4!!...

Estas dos jugadas son la clave. Con ellas se cubren todas las casillas de escape del rey débil hacia el centro —el caballo las blancas y el alfil las negras—, y no tiene más remedio que regresar a la trampa (Diagrama 5).

16.... Rb3

Si 16.... Rb2 17. Rc4 y no es difícil encontrar líneas parecidas a las del ejemplo.

17.Ae5!...

Se quitan más casillas al rey débil.

17.... Ra4

18.Rc4...

El rey cubre las casillas de escape hacia el centro del rey débil, y se acerca a la casilla «buena».

18.... Ra5

19.Ac7+...

Justo a tiempo. El rey tampoco puede volver a su esquina salvadora, el caballo le corta la casilla a6 y el alfil la diagonal de casillas negras (Diagrama 6).

19.... Ra4

20.Cd3!...

Sin abandonar vigilancia de la casilla b5 —cubierta por el rey— el caballo se coloca para quitarle más casillas al rey débil.

20.... Ra3

21.Ab6...

Otra jugada de espera importante. Si el rey se fuera hacia la esquina «mala» no habría más que perseguirle con el rey fuerte.

21..... Ra4

22.Cb2+...

Y el caballo le quita al rey adversario una casilla más.

22.... Ra3

23.Rc3 Ra2

(Diagrama 7)

24.Rc2...

El rey ya está atrapado en la esquina «buena». 
24.... Ra3

(Diagrama 8)

Tercera parte
Esta tercera parte es sencilla, consiste en maniobrar para dar mate, pero hay que hacerlo con un poco de cuidado para no caer en posiciones de rey ahogado que serían tablas, como la que se muestra en el diagrama 9.
25.Ac5+ Ra2

26.Cd3 Ra1

27.Ab4...
(También valdría 27.Aa3-Ra2 28.Ac1-Ra1 29.Ab2+-Ra2 30.Cb4++)
Importante jugada de espera. Aquí 27.Cc1?? sería tablas (Diagrama 9).

27....Ra2

28.Cc1+ Ra1

29.Ac3++

Diagrama 10
|       |       |       |    |    |    |    |    |    |  |
|       | a8    | b8    | c8 | d8 | e8 | f8 | g8 | h8 |  |
| a7    | b7    | c7    | d7 | e7 | f7 | g7 | h7 |    |  |
| a6    | b6 bl | c6    | d6 | e6 | f6 | g6 | h6 |    |  |
| a5    | b5    | c5    | d5 | e5 | f5 | g5 | h5 |    |  |
| a4    | b4    | c4    | d4 | e4 | f4 | g4 | h4 |    |  |
| a3 kd | b3    | c3    | d3 | e3 | f3 | g3 | h3 |    |  |
| a2    | b2 nl | c2 kl | d2 | e2 | f2 | g2 | h2 |    |  |
| a1    | b1    | c1    | d1 | e1 | f1 | g1 | h1 |    |  |
|       |       |       |    |    |    |    |    |    |  |

|       |    |       |    |    |    |    |    |    |  |
|       | a8 | b8    | c8 | d8 | e8 | f8 | g8 | h8 |  |
| a7    | b7 | c7    | d7 | e7 | f7 | g7 | h7 |    |  |
| a6    | b6 | c6    | d6 | e6 | f6 | g6 | h6 |    |  |
| a5    | b5 | c5 bl | d5 | e5 | f5 | g5 | h5 |    |  |
| a4    | b4 | c4    | d4 | e4 | f4 | g4 | h4 |    |  |
| a3    | b3 | c3    | d3 | e3 | f3 | g3 | h3 |    |  |
| a2    | b2 | c2 kl | d2 | e2 | f2 | g2 | h2 |    |  |
| a1 kd | b1 | c1 nl | d1 | e1 | f1 | g1 | h1 |    |  |
|       |    |       |    |    |    |    |    |    |  |

|       |    |       |    |    |    |    |    |    |  |
|       | a8 | b8    | c8 | d8 | e8 | f8 | g8 | h8 |  |
| a7    | b7 | c7    | d7 | e7 | f7 | g7 | h7 |    |  |
| a6    | b6 | c6    | d6 | e6 | f6 | g6 | h6 |    |  |
| a5    | b5 | c5    | d5 | e5 | f5 | g5 | h5 |    |  |
| a4    | b4 | c4    | d4 | e4 | f4 | g4 | h4 |    |  |
| a3    | b3 | c3 bl | d3 | e3 | f3 | g3 | h3 |    |  |
| a2    | b2 | c2 kl | d2 | e2 | f2 | g2 | h2 |    |  |
| a1 kd | b1 | c1 nl | d1 | e1 | f1 | g1 | h1 |    |  |
|       |    |       |    |    |    |    |    |    |  |